# Августа из Серравалле

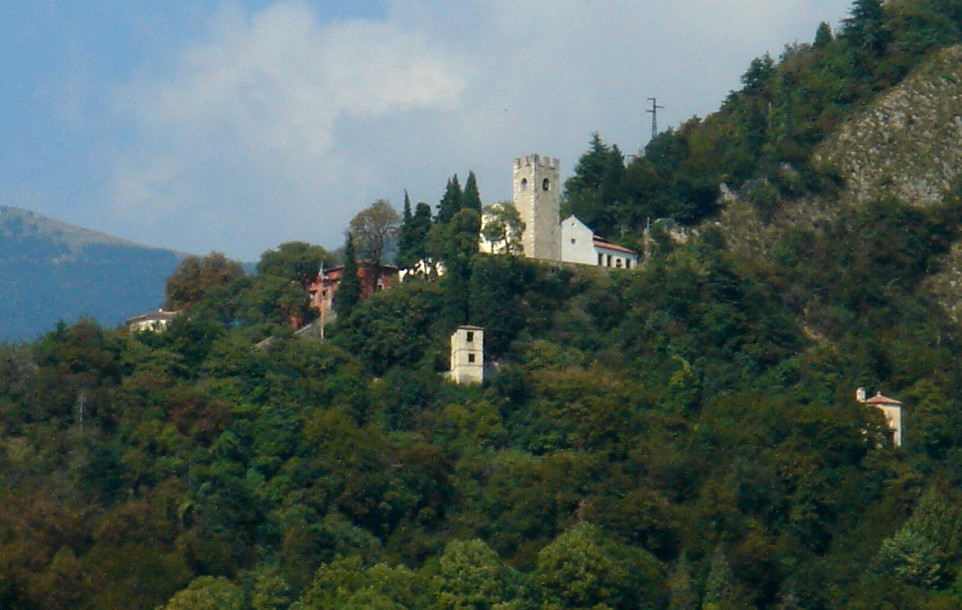
Санктуарий, воздвигнутый на месте мученичества

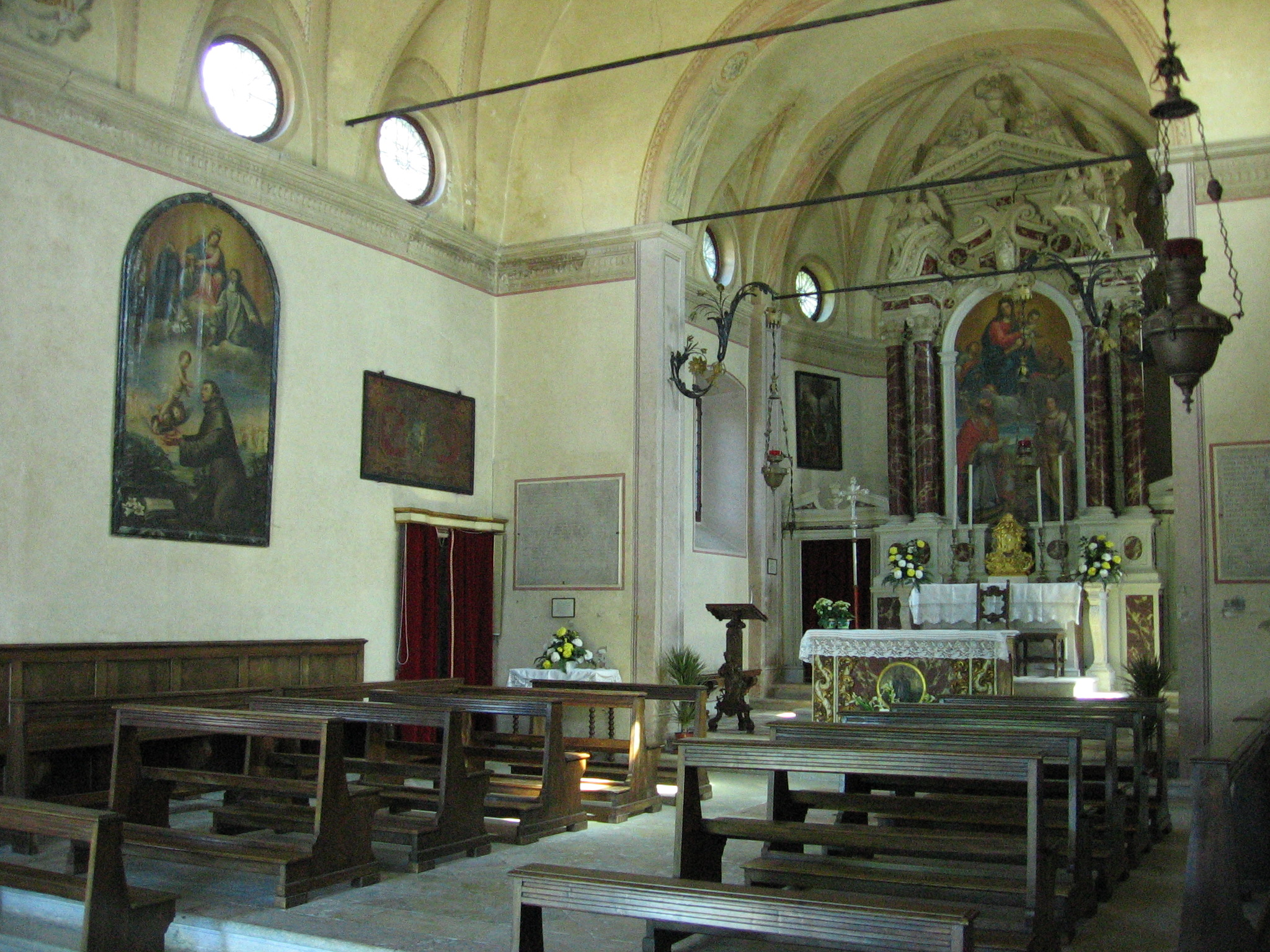
Внутри Санктуарий святой Августы

Августа из Серравалле (Пиаи, 410 год —  Витторио-Венето, ...)  — святая, жившая в первой половине V века, дева, мученица. Дни памяти — 27 марта и 22 августа.
История святой Августы во многом легендарна. Самым глубоким источником по этому поводу является "Vita di santa Augusta ", опубликованная в 1581 году Минуччо Минуччи, апостольским протонотарием и секретарем папы Климента VIII, и отправленная в типографию Кельна для включения в De probatis sanctorum historiis Лоренцо Сурио. Вероятно,  этот текст основан на более ранних легендах и преданиях.
В 402 году вестготский король Аларих спустился в Италию и, занимая Венеции, поставил там своих капитанов во главе. Среди них был Матруччо (Matrucco), который поселился в крепости на горе Маркантоне, недалеко от современного Серравалле (Витторио Венето). Варвар, жадный до власти, вскоре расширил свои территории до Фриулии и провозгласил себя королем. Он отличился деспотическим и жестоким правлением, особенно по отношению к христианам.
Около 410 года жена Матруччо забеременела, но с самого начала ее беременность оказалась очень сложной. По этой причине женщина была переведена в замок верного короля, на нынешний Пиай Фрегоны, где ей не было недостатка в комфорте. Однако этого было недостаточно, чтобы спасти ее, и женщина умерла, родив девочку. Матруччо в отчаянии излил на нее всю свою любовь и дал ей имя Августа.
Несмотря на то, что Матруччо был язычником, Августа тайно получила крещение от отшельника, жившего недалеко от замка Серравалле. Молодая женщина сразу же стала жить согласно евангельским учениям, утешая, насколько это возможно, христиан, преследуемым ее отцом, помогая им и участвуя в молитвах. Ей также приписывали некоторые чудеса.
Узнав об этом, Матруччо упрекнул ее, и она в ответ усердно защищала свою веру. Затем он решил заключить ее в тюрьму на время и, еще не передумав, вырвал у нее два зуба и снова запер ее. Долгое время ее попеременно заключали в тюрьму и пытали, и в конце концов король решил отправить ее на костер. Однако она вышла чудесным образом невредимой, а затем была привязана к колесу и сброшена с холма. Но в конце концов Августа даже не пострадала, так что Матруччо, наконец, обезглавил ее.
После этого Матруччо пожалел о содеянном. После достойного захоронения тела Августы он провел остаток своей жизни в поисках истины и, наконец, покинул Серравалле в поисках мира в своей родной Германии.
Вместе со святым Тицианом она является покровительницей Витторио Венето.

## Церковь имени Августы
На месте мученической смерти святой Августы, построена церковь.
Самая старая часть, Часовня Святой Девы и Мученицы Августы, украшена фресками эпохи Возрождения, выполненными Джованни Антонио да Мескио, местным художником, здесь также хранятся мощи Святой , который по сей день являются объектом паломничества. На крестовом своде изображены Четыре Евангелиста и Мистический Ягнёнок. 